# Anapoima (kommun)
Anapoima är en kommun i Colombia.   Den ligger i departementet Cundinamarca, i den centrala delen av landet, 50 km väster om huvudstaden Bogotá. Antalet invånare är 11 503.